# Miles Ross

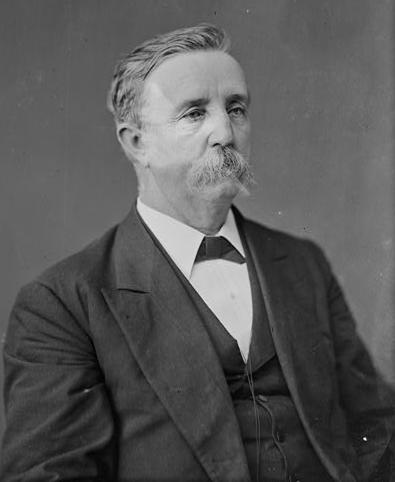
Miles Ross, 1850

Miles Ross (* 30. April 1827 in Raritan, Middlesex County, New Jersey; † 22. Februar 1903 in New Brunswick, New Jersey) war ein US-amerikanischer Politiker. Zwischen 1875 und 1883 vertrat er den Bundesstaat New Jersey im US-Repräsentantenhaus.

## Werdegang
Nach der Grundschule arbeitete Miles Ross zusammen mit seinem Vater im Frachtgeschäft auf Wasserstraßen und im Kohlehandel. Außerdem begann er als Mitglied der Demokratischen Partei eine politische Laufbahn. Von 1859 bis 1864 saß er im Stadtrat von New Brunswick. Zwischen 1863 und 1864 war er auch Abgeordneter in der New Jersey General Assembly. In diesen Jahren betätigte Ross sich auch im Bankgewerbe, wo er bald bis zum Direktor mehrerer Banken aufstieg. Von 1865 bis 1866 war er Mitglied der Straßenaufsichtsbehörde (Street Commissioner), ehe er von 1867 bis 1869 als Bürgermeister von New Brunswick amtierte.
Bei den Kongresswahlen des Jahres 1874 wurde Ross im dritten Wahlbezirk von New Jersey in das US-Repräsentantenhaus in Washington, D.C. gewählt, wo er am 4. März 1875 die Nachfolge von Amos Clark antrat. Nach drei Wiederwahlen konnte er bis zum 3. März 1883 vier Legislaturperioden im Kongress absolvieren. Von 1877 bis 1881 war er Vorsitzender des Milizausschusses. Im Jahr 1882 unterlag Ross dem Republikaner John Kean.
Nach dem Ende seiner Zeit im US-Repräsentantenhaus wurde er wieder im Kohlehandel tätig. In den Jahren 1884, 1888 und 1892 nahm er als Delegierter an den jeweiligen Democratic National Conventions teil. Miles Ross starb am 22. Februar 1903 in New Brunswick.